# 小泉雅生
小泉 雅生（こいずみ まさお、1963年 - ）は、日本の建築家。東京都立大学教授。一級建築士。日本建築学会賞作品賞など受賞。

## 概要
- 大学院在学中、小嶋一浩らとシーラカンスを共同設立。かつてはシーラカンスアンドアソシエイツに所属していた。
- 教育者としては各コンペテション入賞者を輩出するなど高い評価を得ている。

## 略歴
- 栄光学園中学校・高等学校卒業[1]
- 1986年3月 東京大学工学部建築学科卒業
- 1986年 株式会社シーラカンス・一級建築士事務所設立
- 1988年3月 東京大学大学院工学系研究科建築学専攻修士課程修了
- 1988年3月 株式会社シーラカンスアンドアソシエイツ(C+A)に改組、代表取締役
- 1993～95年 京都精華大学非常勤講師
- 1996～99年 東京都立大学非常勤講師
- 1998～01年 東海大学非常勤講師
- 1998～01年 東京大学非常勤講師
- 1998～03年 日本大学非常勤講師
- 2001年 東京都立大学大学院助教授
- 2004年 東京工業大学非常勤講師
- 2004年 日本女子大学非常勤講師
- 2005年 有限会社小泉アトリエ設立
- 2010年 首都大学東京大学院都市環境科学研究科建築学域教授
- 2020年 東京都立大学大学院都市環境科学研究科建築学域教授

## 主な作品
- 1991年 千葉市立打瀬小学校（シーラカンス時代） - 日本建築学会賞 作品賞
- 1999年 ビッグハート出雲（シーラカンス時代）
- 2000年 鴻巣市文化センター（クレアこうのす）
- 2005年 アシタノイエ - 第2回サステナブル住宅賞 国土交通大臣賞、第9回日本建築家協会JIA環境建築賞 優秀賞
- 2005年 戸田市立芦原小学校
- 2006年 デンカノイエ
- 2007年 千葉市美浜文化ホール・保健福祉センター - 第20回千葉市優秀建築賞
- 2008年 コトリノイエ
- 2009年 象の鼻パーク・象の鼻テラス
- 2011年 LCCM住宅デモンストレーション棟
- 2013年 宇城市立豊野小中学校
- 2017年 横浜市港南区総合庁舎
- 2019年 横浜市寿町健康福祉交流センター・横浜市営住宅寿町スカイハイツ

## 受賞歴
- 1997年 日本建築学会賞 作品賞（シーラカンス時代） - 千葉市立打瀬小学校
- 2007年 第2回サステナブル住宅賞 国土交通大臣賞 - アシタノイエ
- 2007年 グッドデザイン賞 - 千葉市美浜文化ホール・保健福祉センター
- 2007年 第20回千葉市優秀建築賞 - 千葉市美浜文化ホール・保健福祉センター
- 2008年 第9回日本建築家協会JIA環境建築賞 優秀賞 - アシタノイエ
- 2009年 UD賞まちなみ部門受賞 ー象の鼻パークー

## 著書
- 「COELACANTH “JAM”」 TOTO出版 ギャラリー間叢書06 1997年
- Space Design Series 第9巻「集合」 新日本法規出版 伊藤恭行、日色真帆らと共著 1996年
- 「変わる家族と変わる住まい−「自在家族」のための住まい論」 彰国社 篠原聡子、大橋寿美子と共著 2002年
- 「リノベーション・スタディーズ」 INAX出版 五十嵐太郎らと共著 2003年
- 「ハウジング・フィジックス・デザイン・スタディーズ」 INAX出版 2008年 共著
- 「環境のイエ フィジックスと住空間デザイン」 学芸出版社 2010年11月
- 「住宅の空間原論」 彰国社 2011年9月 共著
- 「LCCM住宅の設計手法」　建築技術　2012年3月　共著
- 「パブリック空間の本」　彰国社　2013年8月　共著
- 「住宅設計と環境デザイン」　オーム社　2015年1月
- 「クリマデザイン」鹿島出版会　2016年6月
- 「環境建築私論」建築技術　2021年4月